# مساعد بن خالد آل سعود
مساعد بن خالد بن مساعد بن عبد الرحمن آل سعود أمير ورجل أعمال سعودي، والرئيس السابق لنادي شيفيلد يونايتد الإنجليزي، وهو نجل الأمير خالد بن مساعد بن عبد الرحمن آل سعود، رجل الأعمال السعودي البارز في مجال العقارات. والدته الأميرة عبير بنت فيصل بن عبد الرحمن بن أحمد السديري. [بحاجة لمصدر]

## النشأة والتعليم
ولد مساعد في 20 يناير 1993 في الرياض، المملكة العربية السعودية. جده من جهة والده هو الأمير مساعد بن عبد الرحمن آل سعود الذي شغل منصب وزير الداخلية ووزير المالية. كان الأخ الأصغر عبد العزيز آل سعود، مؤسس المملكة العربية السعودية. جده من والدته هو فيصل بن عبد الرحمن بن أحمد السديري نائب محافظ الجوف السابق ووكيل وزارة الداخلية السابق للشؤون الأمنية. وبمرور السنوات، قام بالتركيز في مجال الأعمال التجارية ومجالات البناء والعقارات والزراعة.[بحاجة لمصدر]
مساعد حاصل على بكالوريوس العلوم في إدارة الأعمال تخصص إدارة المشاريع من جامعة الفيصل. يتحدث العربية والإنجليزية والإيطالية.[بحاجة لمصدر]

## الحياة الشخصية
ولمساعد أربع أخوات وهن الأميرة سارة والأميرة هالة والأميرة منيرة والأميرة الجوهرة.[بحاجة لمصدر]
تزوج مساعد من الأميرة لطيفة بنت عبد الله بن مساعد بن عبد العزيز آل سعود عام 2015.